# Austroclimaciella luzonica
Austroclimaciella luzonica is een insect uit de familie van de Mantispidae, die tot de orde netvleugeligen (Neuroptera) behoort. 
Austroclimaciella luzonica is voor het eerst wetenschappelijk beschreven door van der Weele in 1909.